# 오타비오 비안키
오타비오 비안키(이탈리아어: Ottavio Bianchi otˈtaːvjo ˈbjaŋki[*], 1943년 10월 6일, 롬바르디아 주 브레시아 ~)는 이탈리아의 전 축구 선수로, 현역 시절 미드필더로 활약했으며, 이후 감독일도 했다.
비안키는 브레시아 출신이다. 현역 시절, 그는 이탈리아 국가대표팀 경기에 2번 출전했고, 브레시아, 나폴리, 아탈란타, 밀란, 그리고 칼리아리 등의 구단에서 활동했다.
그는 1985년부터 1989년까지 나폴리를 지도한 것으로 회자되는데, 그의 문하로 디에고 마라도나와 카레카가 있었던 시절로, 나폴리는 1986-87 시즌에 구단 사상 첫 세리에 A 우승을 거두었다. 그는 1987년에 코파 이탈리아도 석권하며 2관왕을 달성했고, 1989년에는 UEFA컵 우승도 거두었다.
그는 나폴리 외에도 코모, 아탈란타, 로마, 인테르나치오날레, 그리고 피오렌티나를 지도했다.

## 클럽 경력
비안키는 브레시아의 유소년부에서 축구를 시작하여 1965년에 고향 구단의 1군으로 세리에 A 신고식을 치렀다. 1966년, 비안키는 나폴리로 이적해 남이탈리아 연고 구단에 5년을 몸담았다. 그 외에도, 비안키는 아탈란타, 밀란, 그리고 칼리아리에서도 활약했고, SPAL을 끝으로 현역에서 은퇴했다.

## 국가대표팀 경력
비안키는 이탈리아 국가대표팀 경기에 2번 출전했는데, 그는 1966년 11월 1일에 밀란에서 열린 소련과의 친선전에 출전했고, 경기는 1-0 승리로 끝났다.

## 감독 경력
비안키는 시에나, 만토바, 트리에스티나, 아탈란타 등의 하부 리그 구단에서 감독일을 시작했고, 아탈란타 소속으로 1981-82 시즌에 세리에 C1을 우승했다.
아탈란타를 거쳐 아벨리노에서 1983-84 시즌에 세리에 A에서 11위의 호성적으로 선전을 거듭하던 비안키는 승격 새내기 코모를 이끌고 안정적인 중위권으로 잔류에 성공했다. 이듬해 비안키는 마라도나를 품은 나폴리의 사령탑에 올랐고, 1986-87 시즌에 구단의 사상 첫 작은 방패를 손에 넣었다. 비안키가 지도하는 나폴리는 1986-87 시즌에 코파 이탈리아도 석권하며 2관왕을 이룩했고, 1989년에는 UEFA컵 정상에 올랐다.
나폴리를 4년 동안 성공적으로 이끈 비안키의 다음 행선지는 로마였는데, 그는 1991년에 한번 더 코파 이탈리아를 제패했고, 같은 해 UEFA컵 결승에 올랐지만, 인테르나치오날레에 막혀 준우승에 만족해야 했다.
황적 군단(giallorossi) 소속으로 선전하던 비안키는 1992년 11월에 클라우디오 라니에리를 대신해 나폴리의 감독으로 복귀해 강등 위기에 처한 구단을 UEFA컵 진출권까지 올려놓았다. 이듬해, 비안키는 단장으로서 잔프랑코 졸라, 카레카, 그리고 조반니 갈리를 재정난으로 잃은 선수단을 이끈 마르첼로 리피 감독을 도왔다.
이듬해 그는 다시 감독으로 복귀했는데, 그의 행선지는 인테르나치오날레였다. 그는 1년차에 마돈니나 더비에서 같은 연고지의 경쟁 구단을 제압하며 성공리에 마쳤다. 그러나, 이듬해 하비에르 사네티와 호베르투 카를루스의 합류에도 불구하고 인테르나치오날레는 상승세를 이어가지 못했고, 안젤로 모라티 구단주는 그의 선수단이 친정 나폴리에 산 파올로 원정에서 패하면서 비안키를 해임했다.
7년 후, 비안키는 강등 위기에 처한 피오렌티나를 구제할 특명을 받았다. 그는 우고 포지 감독의 후임으로 시즌 말까지 감독과 회장을 겸임했지만 목표를 달성하지 못했다.

## 수상

### 감독
아탈란타
- 세리에 C1: 1981–82

나폴리
- 세리에 A: 1986–87
- 코파 이탈리아: 1986–87
- UEFA컵: 1988–89

로마
- 코파 이탈리아: 1990–91

개인
- 유럽 올해의 감독: 1988–89

## 사생활
2020년 5월, 비안키와 그의 딸 카밀라 비안키는 자서전 "불카노를 너머"(Sopra il vulcano)를 출판했다.

## 같이 보기
- UEFA컵 우승 감독 목록